# رده‌بندی الو برای فوتبال جهان
رده‌بندی الو برای فوتبال جهان، یک سیستم رده‌بندی تیم‌های ملی فوتبال مردان است، که نباید با رده‌بندی جهانی فیفا اشتباه گرفته شود.

## رده‌بندی کنونی
| رده | دگرگونی نسبت به سال پیش | کشور      | شمار |
| --- | ----------------------- | --------- | ---- |
| ۱   | بی‌تغییر                 | آرژانتین  | ۲۱۳۹ |
| ۲   | ۱                       | فرانسه    | ۲۰۸۵ |
| ۳   | ۱                       | برزیل     | ۲۰۲۸ |
| ۴   | ۴                       | اسپانیا   | ۲۰۱۹ |
| ۵   | بی‌تغییر                 | پرتغال    | ۲۰۱۳ |
| ۶   | بی‌تغییر                 | انگلیس    | ۱۹۹۹ |
| ۷   | ۵                       | کلمبیا    | ۱۹۹۸ |
| ۸   | ۵                       | اروگوئه   | ۱۹۸۹ |
| ۹   | ۲                       | بلژیک     | ۱۹۸۶ |
| ۱۰  | ۶                       | هلند      | ۱۹۶۸ |
| ۱۱  | بی‌تغییر                 | ایتالیا   | ۱۹۵۶ |
| ۱۲  | ۳                       | کرواسی    | ۱۹۵۳ |
| ۱۳  | ۳                       | آلمان     | ۱۹۲۱ |
| ۱۴  | ۵                       | اکوادور   | ۱۸۷۳ |
| ۱۵  | ۸                       | اوکراین   | ۱۸۶۳ |
| ۱۶  | ۱۶                      | اتریش     | ۱۸۵۷ |
| ۱۷  | ۳                       | ژاپن      | ۱۸۵۱ |
| ۱۸  | ۳                       | مجارستان  | ۱۸۴۲ |
| ۱۹  | ۲                       | دانمارک   | ۱۸۲۲ |
| ۲۰  | ۹                       | ایران     | ۱۸۱۸ |
| ۲۱  | ۷                       | سوئیس     | ۱۸۰۴ |
| ۲۲  | ۲                       | مکزیک     | ۱۸۰۰ |
| ۲۲  | ۱                       | آمریکا    | ۱۸۰۰ |
| ۲۴  | ۸                       | صربستان   | ۱۷۸۸ |
| ۲۵  | بی‌تغییر                 | اسکاتلند  | ۱۷۷۶ |
| ۲۵  | ۹                       | سنگال     | ۱۷۷۶ |
| ۲۷  | ۱                       | چک        | ۱۷۷۲ |
| ۲۷  | ۴                       | روسیه     | ۱۷۷۲ |
| ۲۹  | ۱                       | استرالیا  | ۱‍۷۶۸  |
| ۳۰  | ۱۵                      | مراکش     | ۱۷۶۷ |
| ۳۱  | ۱۲                      | ترکیه     | ۱۷۵۰ |
| ۳۲  | ۱۴                      | پرو       | ۱۷۴۶ |
| ۳۳  | ۱۱                      | ونزوئلا   | ۱۷۴۴ |
| ۳۴  | ۱۱                      | یونان     | ۱۷۴۰ |
| ۳۵  | ۱۲                      | اسلوونی   | ۱۷۳۹ |
| ۳۶  | بی‌تغییر                 | نروژ      | ۱۷۳۷ |
| ۳۷  | ۹                       | کره جنوبی | ۱۷۳۱ |
| ۳۸  | ۱۱                      | لهستان    | ۱۷۲۱ |
| ۳۹  | ۱                       | کانادا    | ۱۷۱۶ |
| ۴۰  | ۲                       | شیلی      | ۱۷۱۳ |

## فرمول رتبه‌بندی
{\displaystyle R_{n}=R_{o}+KG(W-W_{e})}
یا
{\displaystyle P=KG(W-W_{e})}
|                       |                              |
| {\displaystyle R_{n}} | = رتبه جدید تیم              |
| {\displaystyle R_{o}} | = رتبه سابق تیم              |
| {\displaystyle K}     | = شاخص عیار تورنومنت مسابقات |
| {\displaystyle G}     | = شاخص تفاضل گل              |
| {\displaystyle W}     | = نتیجه بازی                 |
| {\displaystyle W_{e}} | = نتیجه مورد انتظار          |
| {\displaystyle P}     | = تغییرات امتیاز             |

نکته: امتیازات به نزدیکترین عدد صحیح گرد می‌شود.